# Eudamos
Eudamos (en grec ancien Εὔδημος  / Eudamos) est un général macédonien sous le règne d'Alexandre le Grand et le satrape de l'Indus (ou des pays riverains de l'Hydaspe jusqu'à l'embouchure de l'Indus), depuis environ 317 av. J.-C. jusque 316. Il participe aux guerres des Diadoques en s'engageant du côté d'Eumène de Cardia dans la lutte contre Antigone le Borgne qui le fait mettre à mort.

## Biographie

### La prise du pouvoir en Inde
En 326 av. J.-C., il commande des troupes durant la campagne dans la vallée de l'Indus. Après l'assassinat par ses propres troupes de Philippe, le satrape de l'Indus (Pendjab actuel), en -325, Alexandre expédie un courrier dans lequel il informe Eudamos et Taxilès qu'ils doivent prendre possession de la région riveraine de l'Hydaspe jusqu'à l'embouchure de l'Indus avant qu'il n'en désigne un gouverneur. Il ne semble donc pas avoir été formellement désigné satrape par Alexandre. Lors des accords de Babylone en -323, la satrapie passe sous l'autorité de Poros, roi des Paurava ; tandis que Taxilès devient lui satrape du Pendjab. Les accords de Triparadisos confirme la désignation de Poros. À une date indéterminée, autour de 317, Eudamos fait mettre à mort Poros de manière « déloyale » et prend le contrôle de la région.
Selon notamment Pierre Vidal-Naquet, Eudamos aurait fait frapper, après la mort d'Alexandre, les décadrachmes de Pôros, attribués souvent à Alexandre voire à Séleucos.

### La lutte contre Antigone le Borgne
Lorsqu'en 317 av. J.-C. Eudamos se joint à Eumène de Cardia (stratège d'Asie désigné par Polyperchon) dans la lutte contre Antigone le Borgne, il amène un corps de 120 éléphants de guerre (en plus de 500 cavaliers et 300 fantassins) à Eumène qui le dédommage en lui accordant 200 talents prélevés dans le trésor royal. Lors de cette campagne, Eudamos et son adjoint Phaedimos auraient refusé de conspirer contre Eumène, « non point par dévouement (…) mais par crainte de perdre l’argent qu’ils lui avaient prêté ».
Lors de la bataille de Paraitacène en 317, les troupes d'Eudamos occupent le flanc gauche d'Eumène, mais tous les éléphants ne sont pas alignés. Lors de la bataille de Gabiène en 316, ses troupes, placées sur l'aile gauche, subissent des pertes importantes après une attaque de flanc menées par les troupes d'Antigone. Il semble avoir rejoint Antigénès et Teutamos, les commandants des Argyraspides, qui à l'issue de la bataille ont livré Eumène à Antigone en échange de leur train de bagages et de leur famille qui ont été capturés. Pour autant, après l'exécution d'Eumène, les trois généraux conspirateurs sont mis à mort. Eudamos aurait en effet éprouvé une vive hostilité envers Antigone.

### Sources
- Arrien, Anabase [lire en ligne].
- Diodore de Sicile, Bibliothèque historique [détail des éditions] [lire en ligne], XIX.
- Plutarque, Vies parallèles [détail des éditions] [lire en ligne], Eumène.